# 薛文遇
薛文遇（?—?），五代十国后唐官员。
应顺元年（934年），潞王李从珂想要起兵反对皇帝李从厚，只有陇州防御使相里金依附顺，派判官薛文遇往来商议联络。李从珂即位後，清泰元年（934年）五月十九，以陇州防御使相里金为陕州节度使。
李从珂常常命令端明殿学士李专美、翰林学士李崧、知制诰吕琦、薛文遇、翰林天文赵延等轮换在中兴殿庭院值班，有时候同他们谈论到深夜。李专美、薛文遇主谋议，韩昭胤、房暠、刘延朗掌机密。清泰二年（935年）九月十七，李从珂任用宣徽南院使房暠为刑部尚书，充任枢密使，宣徽北院使刘延朗任为南院使，仍兼任枢密副使。从此刘延朗及枢密直学士薛文遇等把持朝中事务，房暠与赵延寿虽然做枢密院的首长，但他们的意见，被采用的不过十分之三四。清泰三年（936年）正月十三，以六军诸卫判官、尚书工部郎中薛文遇为职方郎中、枢密院直学士。
河东节度使石敬瑭想要勾结契丹国谋反，李崧、吕琦建议李从珂，送回契丹皇帝耶律德光的哥哥耶律倍，一年给契丹十余万缗钱，换得契丹不支持石敬瑭。李从珂把他们的谋略告诉了枢密直学士薛文遇，薛文遇回答说：“以天子的尊崇，屈身来侍奉夷狄野人，不是太耻辱了吗。再者，如果那胡虏按照过去的做法来谋求迎娶公主去和亲，用什么来拒绝他？”接着就诵读唐人戎昱的《昭君诗》说：“社稷依明主，安危托妇人。”李从珂于是怒斥了李崧、吕琦。
五月初二夜间，李崧因有急事请假在外，薛文遇独自承值夜班，末帝同他议论河东的事情，薛文遇说：“俗谚说：‘作舍道边，三年不成’，国家之事只能由陛下决断。以臣看来，河东的事，石敬瑭移镇也反，不移也要反，只是时间早晚，不如走在前头，先把他解决了。”李从珂大为高兴，说道：“以前，术士说国家今年应该得到贤人辅佐，提出奇谋，安定天下，贤人当由爱卿来应验。不论成功还是失败，我决心施行。”命薛文遇写出封授官职的拟议，交付学士院草拟任命制书，五月初三，任命石敬瑭为天平节度使，任用马军都指挥使、河阳节度使宋审虔为河东节度使。
闰十一月十四日，李从珂知道石敬瑭已即后晋帝位，杨光远已经投降。李从珂召唤李崧来谋议。薛文遇不知道也跟着进来，李从珂发怒，变了颜色；李崧用脚踩薛文遇的脚，薛文遇才退去。李从珂说：“我看见这东西肉就发颤，刚才几乎要拔佩刀刺他。”李崧说：“薛文遇是个小人，出的主意浅薄误国，杀了他更显得不光彩。”石敬瑭的后晋大军兵临洛阳，李从珂自杀。薛文遇不知其所终。
《高丽史》记载后周显德三年（956年、高丽光宗七年）后周世宗派將作監薛文遇册封高丽王王昭爲開府儀同三司、檢校太師，令高丽百官衣冠從華制。前大理評使雙冀跟随薛文遇抵达高丽，因病留在高丽，成为高丽科举制度的创建者。